# Getting Away With It (All Messed Up)
"Getting Away with It (All Messed Up)" es una canción de la popular banda indie James. Se convirtió en el tema principal no oficial en la gira final de 2001. El espectáculo final con Tim Booth de diciembre de 2001 fue publicado en DVD bajo el título de 'Getting Away With It Live'. La idea de sobrevivir contra pronóstico es un eco de la carrera de James en su totalidad. "Getting Away With It (All Messed Up)" fue una de las canciones de la banda sonora de la película de 2005 "Un Golpe de Suerte (The Big White)", con Robin Williams, Giovanni Ribisi, y Holly Hunter.
Se ha remezclado por Sean Quinn y Vandalism
- Datos: Q5554582